# 丹羽貞仁
丹羽 貞仁（にわ さだひと、1969年5月3日 - ）は、京都府出身の俳優。石井光三オフィス所属。血液型はA型。父は俳優の二代目大川橋蔵である。

## 所属事務所経歴
星野事務所・オフィスPSC経て現在は石井光三オフィスに所属

## 出演

### テレビドラマ
- 銭形平次（フジテレビ / 東映）
  - 第388話「人情大利根往来」（1973年） - 市松 役
  - 第558話「花いちもんめ」（1977年） - 友吉 役
  - 第592話「めぐりあい」（1977年）
  - 第684話「海鳴りは父の声」（1979年） - 三吉 役
  - 第780話「義賊 つむじ風」（1981年） - 少年時代の平次 役
- 春日局（1989年、NHK） - 稲葉正利 役
- 花ちりめん（1989年4月 - 9月、読売テレビ）
- 日本テレビ年末時代劇スペシャル「勝海舟」（1990年12月30日・31日、日本テレビ）
- 銭形平次 第1シリーズ - 第7シリーズ（1991年 - 1998年、フジテレビ / 東映） - 菊村数馬 役
- 連続テレビ小説
  - かりん（1993年 - 1994年、NHK） - 本間三郎 役
  - 甘辛しゃん（1997年 - 1998年、NHK）- 郵便局員。ふみの見合い相手 役
- 風の刑事・東京発! 第9話「越後湯沢行き! 刑事をゆする女」（1995年、テレビ朝日 / 東映） - 吉田真司 役
- 天までとどけ 6・8（1997年・1999年、TBS） - 北小路実朋 役
- 空への手紙（1999年、TBS）
- 忠臣蔵 音無しの剣（2008年、テレビ朝日） - 岡野金右衛門 役
- 土曜ワイド劇場
  - 「新聞記者・鶴巻吾郎4」（2010年、テレビ朝日 / 東映） - 望月刑事 役
- 渡る世間は鬼ばかり（TBS） - 長谷部力矢 役
  - 最終シリーズ 第7話 - 最終話（2010年）
  - ただいま!!2週連続スペシャル（2012年）
  - 2013年2時間スペシャル（2013年）
  - 2017年3時間スペシャル（2017年）
- 忠臣蔵〜その男、大石内蔵助（2010年、テレビ朝日） - 武林唯七 役
- 向田邦子新春ドラマスペシャル「花嫁」（2011年1月2日、TBS） - 佐久間邦彦 役
- ドラマ特別企画 金子みすゞ物語〜みんなちがってみんないい〜（2012年7月9日、TBS） - 小枝敏雄 役
- おふくろ先生の診療日記 5（2013年3月4日、毎日放送・TBS） - 河原竜之介 役
- 大岡越前2 第7話（2014年11月14日、NHK BSプレミアム / C.A.L） - 市之助 役
- 相棒 Season14 第13話「伊丹刑事の失職」（2016年1月27日、テレビ朝日 / 東映） - 大庭泰三 役
- 科捜研の女（2020年） - 八十嶋圭一
- わが家は楽し - 中村部長 役 (2025年3月13日、TBS)

### 映画
- ダウンタウン・ヒーローズ（1988年）

### 舞台
- 花の網笠道中記（1975年12月、歌舞伎座） - 市太郎 役
- おたふく物語（2016年9月、明治座） - 友吉 役 [1]
- 松平健芸能生活50周年記念公演（2024年7月6日 - 31日、明治座）[2]
- 大逆転！戦国武将誉賑（2025年9月20日 - 10月19日〈予定〉、明治座 / 11月8日 - 24日〈予定〉、大阪新歌舞伎座） - 足利義昭 役[3][4]

### バラエティ
- クイズ!脳ベルSHOW（2021年2月10日・11日・12日、BSフジ） - ゲスト